# Маргарита Австрійська (королева Іспанії)
Маргарита Австрійська (нім. Margarete von Österreich; 25 грудня 1584, Грац — 3 жовтня 1611, Ескоріал) — австрійська ерцгерцогиня, з 1599 королева Іспанії і Португалії, дружина Філіпа III. Політична діячка та меценатка.

## Ранні роки
Маргарита Австрійська народилася 25 грудня 1584 року в родині ерцгерцога Карла II Австрійського (1540—1590), сина імператора Священної Римської імперії Фердинанда I і Марії Анни Баварської. У Маргарити було 14 братів і сестер, включаючи майбутню королеву Швеції та Польщі Анну та старшого брата Фердинанда, з 1619 року — імператора Священної Римської імперії.
Маргарет та її сестри не були красивими, маючи характерну для Габсбургів нижню губу. Проте Маргарита мала поміркований характер, була товариська і весела.

## Королева Іспанії
18 квітня 1599 Маргарита стала дружиною іспанського короля Філіпа III, свого двоюрідного брата. В шлюбі народила 8 дітей, у тому числі й знамениту Анну Австрійську, дружину короля Франції Людовіка XIII. Молода дружина стала дуже впливовою фігурою при дворі чоловіка. Чоловік ставився до неї лагідно, мав з нею близькі стосунки і відплатив їй додатковою увагою після того, як вона в 1605 році народила сина. Маргарита вважалася покровителькою мистецтва, була благочестивою, проникливою і вправною в політичних питаннях.
Навколо королеви утворилося коло жінок, куди входила імператриця Марія, вдова імператора Священної Римської імперії Максиміліана II, які мали значний вплив на короля. Це були прихильниці католицької церкви та єдності династії Габсбургів. Успішність їх діяльності проявилась в тому, що вони змогли переконати Філіпа надавати фінансову підтримку імператору Священної Римської імперії Фердинанду II, брату Маргарити.
Проавстрійський табір в іспанському суді виступив проти герцога Лерма, головного міністра короля, який стверджував, що Іспанія повинна продовжити свій курс дій незалежно від релігійних чи династичних зв'язків. Королева Маргарита була незадоволена впливом герцога, якого вона вважала корисливим, на її чоловіка, і постійно боролася з ним за вплив на короля. У цьому конфлікті її підтримувала Маріана де-Сан-Хосе, настоятелька монастиря Енкарнасьон, духівник чоловіка отець Луїс де Аліага і духівник її дочки Марії Анни, францисканський чернець Хуан де Санта Марія. Герцог Лерма в кінцевому результаті був відсторонений від влади в 1618 році, вже після смерті Маргарити.

## Меценатська діяльність

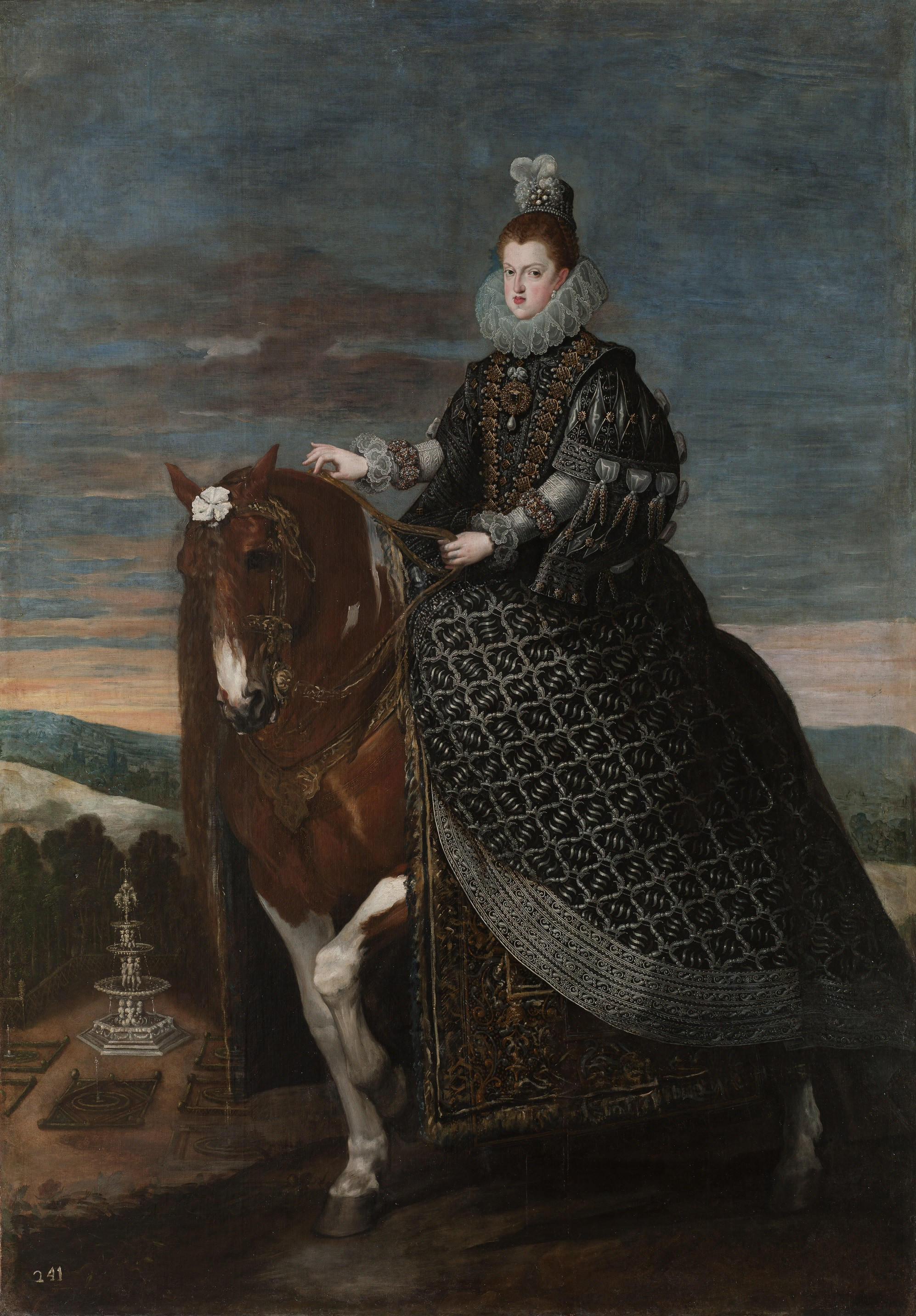
Королева Маргарита на конях. (Дієго Веласкес полотно, олія, близько 1635, Музей Прадо, Мадрид)

За наказом Маргарити Австрійської в 1611 році було засновано монастир Енкарнасьон. Жителі іспанської столиці називають монастир Лас Маргарітас, на честь королеви-засновниці. Приводом для зведення монастиря було позбавлення Іспанії від морисків — маврів, які прийняли християнство. Сама королева померла в рік заснування монастиря, так і не побачивши його добудованим. Король з королевою відповідально контролювали будівництво монастиря. Так, король Філіп сам поклав першу цеглину у фундамент будівлі. Крім того, він викупив кілька будинків у іспанських дворян спеціально для споруди на цьому місці монастиря. Іспанська королева особисто попросила настоятельку августинського монастиря в Вальядоліді про допомогу в заселенні новобудови персоналом. З Вальядоліда до монастиря приїхала настоятелька і кілька перших послушниць — представниць високих дворянських родів Іспанії. Майбутні черниці жили в Королівському монастирі, в очікуванні добудови нової обителі. Першою послушницею монастиря стала хрещениця королівського подружжя — Альдонса де Суніга.

## Смерть
Маргарита Австрійська померла в 26 років під час восьмих пологів. Філіп III більше не одружувався і помер через 10 років.

## Родина
Чоловік — Філіп III Побожний, король Іспанії та Португалії
Діти:
- Анна Маурісія (1601—1666) — дружина Людовика XIII Справедливого, короля Франції
- Філіпп IV Великий (1605—1665)
- Марія Анна (1606—1646) — дружина Фердинанда III, імператора Священної Римської імперії
- Карлос (1607—1632)
- Фернандо (1609—1641) — кардинал-архієпископ Толедо